# Satz von Schinzel

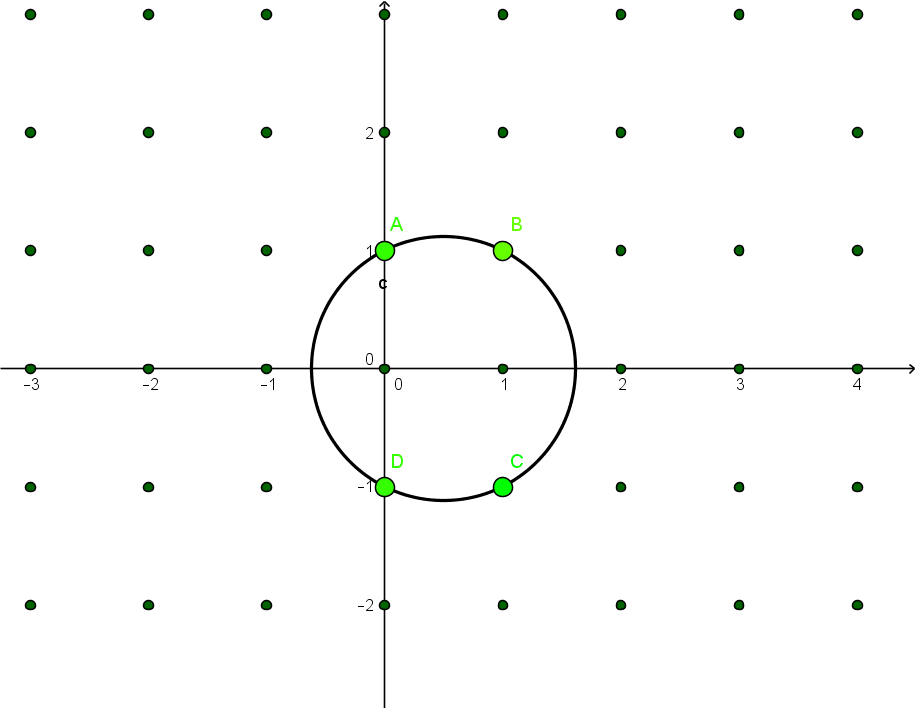
Sei, also. Dieser Kreis geht durch genau Punkte, gegeben durch den Satz von Schinzel. Er hat den Mittelpunkt und den Radius

Der Satz von Schinzel gehört zur geometrischen Zahlentheorie und lautet wie folgt:
Für jede natürliche Zahl {\displaystyle n} gibt es einen Kreis in der Ebene, der durch genau {\displaystyle n} Gitterpunkte mit ganzzahligen Koordinaten verläuft. Diese Kreise haben die folgende Koordinatengleichung:
{\displaystyle \left(x-{\frac {1}{2}}\right)^{2}+y^{2}={\frac {1}{4}}\cdot 5^{k-1}\quad } für gerade {\displaystyle n} mit {\displaystyle n=2k}
{\displaystyle \left(x-{\frac {1}{3}}\right)^{2}+y^{2}={\frac {1}{9}}\cdot 5^{2k}\quad } für ungerade {\displaystyle n} mit {\displaystyle n=2k+1}
Die so erhaltenen Kreise nennt man Schinzel-Kreise (auf Englisch Schinzel Circle).
Dieser Satz wurde vom polnischen Mathematiker Andrzej Schinzel im Jahr 1958 bewiesen.

## Beweis
Schinzel bewies diesen Satz wie folgt:
- Sei {\displaystyle n} eine gerade Zahl, also {\displaystyle n=2k}. Dann hat der Kreis, der durch genau {\displaystyle n} Punkte mit ganzzahligen Koordinaten geht, die folgende Koordinatengleichung:

{\displaystyle \left(x-{\frac {1}{2}}\right)^{2}+y^{2}={\frac {1}{4}}\cdot 5^{k-1}}
Dieser Kreis hat den Mittelpunkt {\displaystyle M({\tfrac {1}{2}}/0)} und den Radius {\displaystyle r={\tfrac {1}{2}}\cdot {\sqrt {5^{k-1}}}}.
Wenn man obige Kreisgleichung mit 4 multipliziert, erhält man eine äquivalente Kreisgleichung:
{\displaystyle (2x-1)^{2}+(2y)^{2}=5^{k-1}}
Bei dieser Kreisgleichung wird {\displaystyle 5^{k-1}} als Summe zweier Quadrate dargestellt, wobei {\displaystyle (2x-1)^{2}} als Quadrat einer ungeraden Zahl {\displaystyle 2x-1} sicherlich ungerade und {\displaystyle (2y)^{2}} als Quadrat einer geraden Zahl {\displaystyle 2y} sicherlich gerade ist. Es gibt genau {\displaystyle 4k} Möglichkeiten, {\displaystyle 5^{k-1}} als Summe zweier Quadrate darzustellen, wegen der Symmetrie ist die Hälfte davon in der Form ungerade–gerade.
Beispiel 1: (siehe auch Grafik rechts)
Sei {\displaystyle k=2}. Dann erhalten wir die folgenden {\displaystyle {\frac {4k}{2}}={\frac {8}{2}}=4} Möglichkeiten, die Zahl {\displaystyle 5^{k-1}=5^{1}=5} in der Form ungerade–gerade darzustellen:
{\displaystyle (\pm 1)^{2}+(\pm 2)^{2}=5^{1}}, also erhalten wir {\displaystyle 2x-1=\pm 1} und {\displaystyle 2y=\pm 2}. Formt man {\displaystyle 2x-1=\pm 1} um, so erhält man {\displaystyle x_{1}=1,x_{2}=0} und formt man {\displaystyle 2y=\pm 2}, so erhält man {\displaystyle y_{1}=1,y_{2}=-1}. Somit ergeben sich die vier Punkte {\displaystyle P_{1}(1/1),P_{2}(1/-1),P_{3}(0/1),P_{4}(0/-1)}, die ganzzahlige Koordinaten haben und durch die der Schinzel-Kreis mit {\displaystyle n=2k=4} geht.
Beispiel 2:
Sei {\displaystyle k=3}. Dann erhalten wir die folgenden {\displaystyle {\frac {4k}{2}}={\frac {12}{2}}=6} Möglichkeiten, die Zahl {\displaystyle 5^{k-1}=5^{2}=25} in der Form ungerade–gerade darzustellen:
Fall 1: {\displaystyle (\pm 3)^{2}+(\pm 4)^{2}=25}, also erhalten wir {\displaystyle 2x-1=\pm 3} und {\displaystyle 2y=\pm 4}. Formt man {\displaystyle 2x-1=\pm 3} um, so erhält man {\displaystyle x_{1}=2,x_{2}=-1} und formt man {\displaystyle 2y=\pm 4}, so erhält man {\displaystyle y_{1}=2,y_{2}=-2}.
Somit ergeben sich die vier Punkte {\displaystyle P_{1}(2/2),P_{2}(2/-2),P_{3}(-1/2),P_{4}(-1/-2)}, die ganzzahlige Koordinaten haben und durch die der Schinzel-Kreis geht.
Fall 2: {\displaystyle (\pm 5)^{2}+(\pm 0)^{2}=25}, also erhalten wir {\displaystyle 2x-1=\pm 5} und {\displaystyle 2y=0}. Formt man {\displaystyle 2x-1=\pm 5} um, so erhält man {\displaystyle x_{1}=3,x_{2}=-2} und formt man {\displaystyle 2y=0}, so erhält man {\displaystyle y_{1}=y_{2}=0}.
Somit ergeben sich die weiteren zwei Punkte {\displaystyle P_{5}(3/0),P_{6}(-2/0)}, die ganzzahlige Koordinaten haben und durch die der Schinzel-Kreis geht.
Insgesamt erhält man somit die gesuchten 6 Punkte mit ganzzahligen Koordinaten, durch die der Schinzel-Kreis mit {\displaystyle n=2k=6} geht.
- Sei {\displaystyle n} eine ungerade Zahl, also {\displaystyle n=2k+1}. Dann hat der Kreis, der durch genau {\displaystyle n} Punkte mit ganzzahligen Koordinaten geht, die folgende Koordinatengleichung:

{\displaystyle \left(x-{\frac {1}{3}}\right)^{2}+y^{2}={\frac {1}{9}}\cdot 5^{2k}}
Dieser Kreis hat den Mittelpunkt {\displaystyle M({\tfrac {1}{3}}/0)} und den Radius {\displaystyle r={\tfrac {1}{3}}\cdot 5^{k}}.
Wenn man obige Kreisgleichung mit 9 multipliziert, erhält man eine äquivalente Kreisgleichung:
{\displaystyle (3x-1)^{2}+(3y)^{2}=5^{2k}}
Bei dieser Kreisgleichung wird {\displaystyle 5^{2k}} als Summe zweier Quadrate dargestellt.
Beispiel:
Sei {\displaystyle k=2}. Dann erhalten wir die folgenden Möglichkeiten, die Zahl {\displaystyle 5^{2k}=5^{4}=625} darzustellen:
Fall 1: {\displaystyle (\pm 7)^{2}+(\pm 24)^{2}=625}, also erhalten wir {\displaystyle 3x-1=\pm 7} und {\displaystyle 3y=\pm 24}. Formt man {\displaystyle 3x-1=\pm 7} um, so erhält man {\displaystyle x_{1}={\frac {8}{3}},x_{2}=-2} und formt man {\displaystyle 3y=\pm 24}, so erhält man {\displaystyle y_{1}=8,y_{2}=-8}.
Somit ergeben sich zwei Punkte {\displaystyle P_{1}(-2/8),P_{2}(-2/-8)}, die ganzzahlige Koordinaten haben und durch die der Schinzel-Kreis geht.
Fall 2: {\displaystyle (\pm 24)^{2}+(\pm 7)^{2}=625}, also erhalten wir {\displaystyle 3x-1=\pm 24} und {\displaystyle 3y=\pm 7}. Formt man {\displaystyle 3x-1=\pm 24} um, so erhält man {\displaystyle x_{1}={\frac {25}{3}},x_{2}=-{\frac {23}{3}}} und formt man {\displaystyle 3y=\pm 7}, so erhält man {\displaystyle y_{1}={\frac {7}{3}},y_{2}=-{\frac {7}{3}}}.
Somit ergeben sich keine Punkte, die ganzzahlige Koordinaten haben und durch die der Schinzel-Kreis geht.
Fall 3: {\displaystyle (\pm 15)^{2}+(\pm 20)^{2}=625}, also erhalten wir {\displaystyle 3x-1=\pm 15} und {\displaystyle 3y=\pm 20}. Formt man {\displaystyle 3x-1=\pm 15} um, so erhält man {\displaystyle x_{1}={\frac {16}{3}},x_{2}=-{\frac {14}{3}}} und formt man {\displaystyle 3y=\pm 20}, so erhält man {\displaystyle y_{1}={\frac {20}{3}},y_{2}=-{\frac {20}{3}}}.
Somit ergeben sich keine Punkte, die ganzzahlige Koordinaten haben und durch die der Schinzel-Kreis geht.
Fall 4: {\displaystyle (\pm 20)^{2}+(\pm 15)^{2}=625}, also erhalten wir {\displaystyle 3x-1=\pm 20} und {\displaystyle 3y=\pm 15}. Formt man {\displaystyle 3x-1=\pm 20} um, so erhält man {\displaystyle x_{1}=7,x_{2}=-{\frac {19}{3}}} und formt man {\displaystyle 3y=\pm 15}, so erhält man {\displaystyle y_{1}=5,y_{2}=-5}.
Somit ergeben sich zwei Punkte {\displaystyle P_{3}(7/5),P_{4}(7/-5)}, die ganzzahlige Koordinaten haben und durch die der Schinzel-Kreis geht.
Fall 5: {\displaystyle (\pm 25)^{2}+(\pm 0)^{2}=625}, also erhalten wir {\displaystyle 3x-1=\pm 25} und {\displaystyle 3y=0}. Formt man {\displaystyle 3x-1=\pm 25} um, so erhält man {\displaystyle x_{1}={\frac {26}{3}},x_{2}=-8} und formt man {\displaystyle 3y=0}, so erhält man {\displaystyle y_{1}=y_{2}=0}.
Somit ergibt sich nur ein weiterer Punkt {\displaystyle P_{5}(-8/0)}, der ganzzahlige Koordinaten hat und durch den der Schinzel-Kreis geht.
Fall 6: {\displaystyle (\pm 0)^{2}+(\pm 25)^{2}=625}, also erhalten wir {\displaystyle 3x-1=0} und {\displaystyle 3y=\pm 25}. Formt man {\displaystyle 3x-1=0} um, so erhält man {\displaystyle x_{1}=x_{2}={\frac {1}{3}}} und man erhält sicherlich keine ganzzahligen Koordinaten.
Insgesamt erhält man somit die gesuchten 5 Punkte mit ganzzahligen Koordinaten {\displaystyle (P_{1}(-2/8),P_{2}(-2/-8),P_{3}(7/5),P_{4}(7/-5),P_{5}(-8/0))}, durch die der Schinzel-Kreis mit {\displaystyle n=2k+1=5} geht.

## Eigenschaften
Die Kreise, die Schinzel mit obiger Methode erzeugt hat, sind nicht unbedingt die kleinstmöglichen Kreise, die durch die gegebene Anzahl ganzzahliger Punkte verlaufen. Sie haben aber den Vorteil, dass sie durch eine explizite Formel beschrieben werden können.
Beispiel:
- Sei {\displaystyle n=2\cdot 4+1=9}. Dann ist {\displaystyle k=4} und der Schinzel-Kreis hat die folgende Darstellung:

{\displaystyle \left(x-{\frac {1}{3}}\right)^{2}+y^{2}={\frac {1}{9}}\cdot 5^{8}\quad } mit Mittelpunkt {\displaystyle M({\frac {1}{3}}/0)} und Radius {\displaystyle r={\frac {1}{3}}\cdot 5^{4}={\frac {625}{3}}\approx 208{,}33}
Es ist {\displaystyle 0^{2}+625^{2}=175^{2}+600^{2}=220^{2}+585^{2}=336^{2}+527^{2}=375^{3}+500^{2}=625^{2}}
Mit obiger Methode erhält man die folgenden Punkte (mit ganzzahligen Koordinaten), durch die der Schinzel-Kreis mit {\displaystyle n=2\cdot 4+1=9} geht. Sie liegen bezüglich der x-Achse symmetrisch:
{\displaystyle P_{1}(-208/0),P_{2}(-73/195),P_{3}(-73/-195),P_{4}(-58/200),P_{5}(-58/-200),P_{6}(167/125),P_{7}(167/-125),P_{8}(176/112),P_{9}(176/-112)}
- Es gibt aber einen kleineren Kreis, der durch 9 Punkte mit ganzzahligen Koordinaten geht und denselben Mittelpunkt {\displaystyle M({\frac {1}{3}}/0)} hat:

{\displaystyle \left(x-{\frac {1}{3}}\right)^{2}+y^{2}={\frac {1}{9}}\cdot 65^{2}\quad } mit Mittelpunkt {\displaystyle M({\frac {1}{3}}/0)} und Radius {\displaystyle r={\frac {1}{3}}\cdot 65={\frac {65}{3}}\approx 21{,}67}
Dieser Kreis geht durch die folgenden 9 Punkte mit ganzzahligen Koordinaten, die ebenfalls bezüglich der x-Achse symmetrisch liegen:
{\displaystyle P_{1}(-17/13),P_{2}(-17/-13),P_{3}(-8/20),P_{4}(-8/-20),P_{5}(-5/21),P_{6}(-5/-21),P_{7}(19/11),P_{8}(19/-11),P_{9}(22/0)}
- Der tatsächlich kleinste Kreis aber, der durch 9 Punkte mit ganzzahligen Koordinaten geht, ist der folgende:

{\displaystyle \left(x-{\frac {1}{6}}\right)^{2}+\left(y-{\frac {1}{6}}\right)^{2}={\frac {4225}{18}}\quad } mit Mittelpunkt {\displaystyle M({\frac {1}{6}}/{\frac {1}{6}})} und Radius {\displaystyle r={\sqrt {\frac {4225}{18}}}={\frac {65}{3\cdot {\sqrt {2}}}}={\frac {65}{6}}\cdot {\sqrt {2}}\approx 15{,}32}
Dieser Kreis geht durch die folgenden 9 Punkte mit ganzzahligen Koordinaten, die nicht symmetrisch bezüglich der x-Achse sind:
{\displaystyle P_{1}(-15/-2),P_{2}(-14/6),P_{3}(-13/8),P_{4}(-2/-15),P_{5}(4/15),P_{6}(6/-14),P_{7}(8/-13),P_{8}(11/11),P_{9}(15/4)}

## Vergleich Schinzel-Kreise – kleinstmögliche Kreise
Die folgende Tabelle gibt für {\displaystyle 4\leq n\leq 12} die mit obiger Formel berechneten Schinzelkreise an und vergleicht sie mit den tatsächlich kleinsten Kreisen, die durch {\displaystyle n} Punkte mit ganzzahligen Koordinaten gehen:
| n  | k | Schinzel-Kreis                      | Schinzel-Kreis                                                                           | kleinstmöglicher Kreis                             | kleinstmöglicher Kreis                                                                                         |
| n  | k | Mittelpunkt {\displaystyle M}       | Radius {\displaystyle r}                                                                 | Mittelpunkt {\displaystyle M}                      | Radius {\displaystyle r}                                                                                       |
| 4  | 2 | {\displaystyle M({\frac {1}{2}}/0)} | {\displaystyle r={\frac {\sqrt {5}}{2}}\approx 1{,}12}                                   | {\displaystyle M({\frac {1}{2}}/{\frac {1}{2}})}   | {\displaystyle r={\sqrt {\frac {1}{2}}}={\frac {\sqrt {2}}{2}}\approx 0{,}71}                                  |
| 5  | 2 | {\displaystyle M({\frac {1}{3}}/0)} | {\displaystyle r={\frac {25}{3}}\approx 8{,}33}                                          | {\displaystyle M({\frac {1}{6}}/{\frac {1}{6}})}   | {\displaystyle r={\sqrt {\frac {625}{18}}}={\frac {25}{6}}\cdot {\sqrt {2}}\approx 5{,}89}                     |
| 6  | 3 | {\displaystyle M({\frac {1}{2}}/0)} | {\displaystyle r={\frac {\sqrt {25}}{2}}={\frac {5}{2}}=2{,}5}                           | {\displaystyle M({\frac {1}{2}}/0)}                | {\displaystyle r={\frac {5}{2}}=2{,}5}                                                                         |
| 7  | 3 | {\displaystyle M({\frac {1}{3}}/0)} | {\displaystyle r={\frac {125}{3}}\approx 41{,}67}                                        | {\displaystyle M({\frac {9}{22}}/{\frac {5}{22}})} | {\displaystyle r={\sqrt {\frac {138125}{242}}}={\frac {25}{11}}\cdot {\sqrt {\frac {221}{2}}}\approx 23{,}89}  |
| 8  | 4 | {\displaystyle M({\frac {1}{2}}/0)} | {\displaystyle r={\frac {\sqrt {125}}{2}}={\frac {5}{2}}\cdot {\sqrt {5}}\approx 5{,}59} | {\displaystyle M({\frac {1}{2}}/{\frac {1}{2}})}   | {\displaystyle r={\sqrt {\frac {5}{2}}}={\frac {\sqrt {10}}{2}}\approx 1{,}58}                                 |
| 9  | 4 | {\displaystyle M({\frac {1}{3}}/0)} | {\displaystyle r={\frac {625}{3}}\approx 208{,}33}                                       | {\displaystyle M({\frac {1}{6}}/{\frac {1}{6}})}   | {\displaystyle r={\sqrt {\frac {4225}{18}}}={\frac {65}{6}}\cdot {\sqrt {2}}\approx 15{,}32}                   |
| 10 | 5 | {\displaystyle M({\frac {1}{2}}/0)} | {\displaystyle r={\frac {\sqrt {625}}{2}}={\frac {25}{2}}=12{,}5}                        | {\displaystyle M({\frac {1}{2}}/0)}                | {\displaystyle r={\frac {25}{2}}=12{,}5}                                                                       |
| 11 | 5 | {\displaystyle M({\frac {1}{3}}/0)} | {\displaystyle r={\frac {3125}{3}}\approx 1041{,}67}                                     | {\displaystyle M({\frac {5}{22}}/{\frac {3}{22}})} | {\displaystyle r={\sqrt {\frac {801125}{242}}}={\frac {5}{11}}\cdot {\sqrt {\frac {32045}{2}}}\approx 57{,}54} |
| 12 | 6 | {\displaystyle M({\frac {1}{2}}/0)} | {\displaystyle r={\frac {\sqrt {3125}}{2}}={\frac {25}{2}}\cdot {\sqrt {5}}=27{,}95}     | {\displaystyle M({\frac {1}{2}}/{\frac {1}{2}})}   | {\displaystyle r={\sqrt {\frac {25}{2}}}={\frac {5}{2}}\cdot {\sqrt {2}}\approx 3{,}54}                        |
| -- | - | ----------------------------------- | ---------------------------------------------------------------------------------------- | -------------------------------------------------- | --- |

Wie man erkennen kann, ist für {\displaystyle n=6} und {\displaystyle n=10} der Schinzel-Kreis tatsächlich der kleinstmögliche Kreis. Für {\displaystyle n=9} und {\displaystyle n=11} ist der Schinzel-Kreis um ein Vielfaches größer als der kleinstmögliche Kreis mit {\displaystyle n} Punkten mit ganzzahligen Koordinaten.